# Igra skrivača (2005.)
Igra skrivača je američki film iz 2005. koji je režirao John Polson, a distribuirao 20th Century Fox. Glavne uloge su imali Robert De Niro, Dakota Fanning, Famke Janssen, Elizabeth Shue, Amy Irving i Dylan Baker. Premijerno je prikazan 27. siječnja 2005. Dobio je većinom negativne kritike.